# Dziekanów (gromada)
Dziekanów – dawna gromada, czyli najmniejsza jednostka podziału terytorialnego Polskiej Rzeczypospolitej Ludowej w latach 1954–1972.
Gromady, z gromadzkimi radami narodowymi (GRN) jako organami władzy najniższego stopnia na wsi, funkcjonowały od reformy reorganizującej administrację wiejską przeprowadzonej jesienią 1954 do momentu ich zniesienia z dniem 1 stycznia 1973, tym samym wypierając organizację gminną w latach 1954–1972.
Gromadę Dziekanów z siedzibą GRN w Dziekanowie utworzono – jako jedną z 8759 gromad na obszarze Polski – w powiecie hrubieszowskim w woj. lubelskim na mocy uchwały nr 8 WRN w Lublinie z dnia 5 października 1954. W skład jednostki weszły obszary dotychczasowych gromad Dziekanów, Szpikołosy i Moroczyn ze zniesionej gminy Moniatycze w tymże powiecie. Dla gromady ustalono 15 członków gromadzkiej rady narodowej.
1 stycznia 1962 do gromady Dziekanów włączono wieś i kolonię Świerszczów i Teptiuków ze zniesionej gromady Teptiuków oraz wieś Kobło ze zniesionej gromady Kopyłów w tymże powiecie.
1 stycznia 1963 z gromady Dziekanów wyłączono wieś Kobło, włączając ją do gromady Horodło w tymże powiecie.
Gromada przetrwała do końca 1972 roku, czyli do kolejnej reformy gminnej.